# O Liberalismo é Pecado
O Liberalismo é Pecado (espanhol: El liberalismo es pecado) é uma controversa obra do padre Félix Sardà y Salvany. Escrito em 1884, o livro tornou-se a base teórica de diversos movimentos políticos conservadores, tais como o Carlismo e o Integralismo.
Salvany defendia que o liberalismo era a questão do dia para o século XIX, conceituando-o como a "negação da soberania de Deus". Segundo o sacerdote, este movimento seria tão mais perigoso porque se havia infiltrado nas cortes europeias através de figuras poderosas, tornando-se um "erro legalizado".
A obra baseou-se fortemente nas encíclicas Traditi Humilitati, do Papa Pio VIII (1829), Mirari vos de Gregório XVI (1832), Quanta cura, de Pio IX (1864), incluindo o Syllabus Errorum anexo, e outros documentos papais condenando o liberalismo.